# Marsili de Pàdua
Marsili de Pàdua (1275/80-1342/43) fou un filòsof, metge, teòleg i escriptor polític italià, nascut a Pàdua en una família de jutges i notaris. Les fonts més precises sobre el seu naixement l'ubiquen l'any 1275, tot i que no es té una certesa absoluta al respecte. De fet, no hi gaire notícies sobre la seva vida.
Va fer comentaris sobre l'obra d'Aristòtil més centrada en la biologia, i va ser també home de Cort en els cercles de Pàdua. Va completar els seus estudis a la universitat de París a la facultat d'Arts, d'on va ser rector el 1313. El temps transcorregut en aquesta ciutat va influir decisivament en l'evolució del seu pensament. A París va conèixer Guillem d'Occam i Joan de Jandun, i amb aquest últim va forjar una gran amistat, i va compartir-hi l'exili.
La seva obra més important fou El defensor de la pau (Defensor pacis), dirigida a l'emperador Lluís IV de Baviera, ja que el defensava contra la política dels Papes. En aquesta obra es reflecteixen els temes clàssics del poder a l'edat mitjana.
Pel que fa a la seva filosofia, se l'emmarca dins del denominat averroisme de Pàdua. Interpreta Déu com a causa del poder i l'autoritat. La funció dels polítics ha de ser la defensa meditada de la pau en un sentit polític. Té una concepció molt funcional dels poders de l'Estat: el legislador és la totalitat dels ciutadans, que poden ser representats per la millor part de la ciutat, l'aristocràcia.
Propugna la separació de poder civil i eclesiàstic per arguments metafísics: allò sobrenatural, propi de l'Església, no es pot comparar a allò temporal, propi de la societat civil. Així, combat tota mena de teocràcia, i critica molt especialment que l'Església pretengui obtenir un poder temporal: les pretensions d'aconseguir-lo podrien convertir el Papa en heretge, car significaria col·locar l'Església fora de l'àmbit de la Sagrada Escriptura. Es pot veure aquesta separació com a preludi de les formes de política moderna.